# Lijst van voetbalinterlands Irak - Turkmenistan
Deze lijst van voetbalinterlands is een overzicht van alle officiële voetbalwedstrijden tussen de nationale teams van Irak en Turkmenistan. De landen hebben tot op heden twee keer tegen elkaar gespeeld. De eerste ontmoeting, een vriendschappelijke wedstrijd, werd gespeeld in Abu Dhabi (Verenigde Arabische Emiraten) op 1 november 1999. De laatste confrontatie, een groepswedstrijd tijdens de Azië Cup 2004, vond plaats op 22 juli 2004 in Chengdu (China).

## Wedstrijden
| № | Plaats    | Datum           | Competitie        | Wedstrijd           | Uitslag |
| - | --------- | --------------- | ----------------- | ------------------- | ------- |
| 1 | Abu Dhabi | 1 november 1999 | Vriendschappelijk | Irak − Turkmenistan | 3 − 0   |
| 2 | Chengdu   | 22 juli 2004    | Azië Cup 2004     | Turkmenistan − Irak | 2 − 3   |

## Samenvatting
| Competitie        | Totaal gespeeld | Winst Irak | Gelijk | Winst Turkmenistan | Doelsaldo Irak – Turkmenistan |
| ----------------- | --------------- | ---------- | ------ | ------------------ | ----------------------------- |
| Azië Cup          | 1               | 1          | 0      | 0                  | 3 − 2                         |
| Vriendschappelijk | 1               | 1          | 0      | 0                  | 3 − 0                         |
| Totaal            | 2               | 2          | 0      | 0                  | 6 − 2                         |

IFA · A-internationals · Statistieken · Iraaks vrouwenelftal · Irak U21 · Irak U20 · Irak U19 · Irak U18 · Irak U17
1950 – 1969 ·
1970 – 1979 ·
1980 – 1989 ·
1990 – 1999 ·
2000 – 2009 ·
2010 – 2019 ·
2020 − 2029
Afghanistan ·
Algerije ·
Argentinië ·
Australië ·
Azerbeidzjan ·
Bahrein ·
België ·
Bolivia ·
Botswana ·
Brazilië ·
Cambodja ·
Chili ·
China ·
Colombia ·
Congo-Kinshasa ·
Cyprus ·
DDR ·
Ecuador ·
Egypte ·
Estland ·
Filipijnen ·
Finland ·
Ghana ·
Guinee ·
Hongkong ·
India ·
Indonesië ·
Iran ·
Japan ·
Jemen ·
Jordanië ·
Kazachstan ·
Kenia ·
Kirgizië ·
Koeweit ·
Libanon ·
Liberia ·
Libië ·
Macau ·
Maleisië ·
Marokko ·
Mauritanië ·
Mexico ·
Myanmar ·
Nepal ·
Nieuw-Zeeland ·
Noord-Korea ·
Oeganda ·
Oezbekistan ·
Oman ·
Pakistan ·
Palestina ·
Paraguay ·
Peru ·
Polen ·
Qatar ·
Roemenië ·
Rusland ·
Saoedi-Arabië · 
Sierra Leone · 
Singapore ·
Soedan ·
Spanje · 
Sri Lanka ·
Syrië · 
Tadzjikistan · 
Taiwan · 
Thailand · 
Trinidad en Tobago ·
Tunesië ·
Turkije ·
Turkmenistan ·
Uruguay ·
Verenigde Arabische Emiraten ·
Vietnam ·
Zambia ·
Zuid-Afrika ·
Zuid-Jemen ·
Zuid-Korea
AFFA · A-internationals · Bondscoaches · Statistieken · Turkmeens vrouwenelftal · Turkmenistan U21 · Turkmenistan U20 · Turkmenistan U19 · Turkmenistan U17
1992 – 1999 ·
2000 – 2009 ·
2010 – 2019 ·
2020 − 2029
1992 ·
1993 ·
1994 ·
1995 ·
1996 ·
1997 ·
1998 ·
1999 ·
2000 ·
2001 ·
2002 ·
2003 ·
2004 ·
2005 ·
2006 ·
2007 ·
2008 ·
2009 ·
2010 ·
2011 ·
2012 ·
2013 ·
2014 ·
2015 ·
2016 ·
2017 ·
2018 ·
2019 ·
2020 ·
2021 ·
2022
Afghanistan ·
Armenië ·
Azerbeidzjan ·
Bahrein ·
Bangladesh ·
Bhutan ·
Cambodja ·
China ·
Estland ·
Filipijnen ·
Guam ·
Hongkong ·
India ·
Indonesië ·
Irak ·
Iran ·
Japan ·
Jemen ·
Jordanië ·
Kazachstan ·
Kirgizië ·
Koeweit ·
Laos ·
Libanon ·
Litouwen ·
Malediven ·
Maleisië ·
Myanmar ·
Nepal ·
Noord-Korea ·
Oeganda ·
Oezbekistan ·
Oman ·
Pakistan ·
Palestina ·
Qatar ·
Roemenië ·
Saoedi-Arabië ·
Singapore ·
Sri Lanka ·
Syrië ·
Tadzjikistan ·
Taiwan ·
Thailand ·
Verenigde Arabische Emiraten ·
Vietnam ·
Zuid-Korea